# 원기준
원기준( 본래 1974년 2월 12일 ~ )은 대한민국의 배우이다.

## 학력
- 경동고등학교 1989년 ~1992년 졸업

한양대학교 연극영화학과 학사 졸업
단국대학교 대중문화예술대학원 공연예술학과 석사졸업

## 생애
1994년 SBS 서울방송 공채 4기 탤런트로 정식 데뷔하였다.

## 드라마, 시트콤 출연작

### SBS
- 1994년 SBS 일요아침드라마 《까치네》
- 1994년 SBS 금요드라마 《Y의비극》
- 1995년 SBS 주간시트콤 《LA아리랑》
- 1995년 SBS 드라마스페셜 《신비의 거울속으로》 ... 원래 역
- 1996년 SBS 토요드라마 《도시남녀》
- 1996년 SBS 드라마스페셜 《남자대탐험》
- 1996년 SBS 드라마스페셜 《8월의 신부》
- 1997년 SBS 월화드라마 《여자》
- 1998년 SBS 주말극장 《사랑해 사랑해》
- 1998년 SBS 금요드라마 《전설야사》
- 1998년 SBS 드라마스페셜 《7인의 신부》 ... 장식 역
- 1998년 SBS 일일드라마 《미우나 고우나》
- 1999년 SBS 일요드라마 《카이스트》
- 1999년 SBS 아침연속극 《그녀의 선택》
- 1999년 SBS 일요아침드라마 《달콤한 신부》
- 2000년 SBS 특별기획 《불꽃》 ... 박한수 역
- 2000년 SBS 일일드라마 《자꾸만 보고싶네》 ... 최영민 역
- 2003년 SBS 대기획 《올인》 ... 김인하의 비서 역
- 2004년 SBS 주말드라마 《발리에서 생긴 일》 ... 정재민의 친구 역
- 2005년 SBS 아침연속극 《진주 귀걸이》 ... 강현중 역
- 2008년 SBS 월화드라마 《식객》 ... 공민우 역
- 2009년 SBS 월화드라마 《드림》 ... 장대식 역
- 2010년 SBS 월화드라마 《제중원》 ... 정포교 역
- 2018년 SBS 아침연속극 《강남 스캔들》 ... 방윤태 역

### KBS
- 2011년 KBS 2TV 아침드라마 《두근두근 달콤》 ... 구창호 역
- 2016년 KBS 2TV 월화드라마 《뷰티풀 마인드》 ... 염견호 역

### MBC
- 1999년 MBC 일일시트콤 《남자 셋 여자 셋》
- 1999년 MBC 주말연속극 《남의 속도 모르고》
- 2006년 MBC 창사45주년 특별기획드라마 《주몽》 ... 영포 역
- 2009년 MBC 아침드라마 《멈출 수 없어》 ... 이병주 역
- 2011년 MBC 주말연속극 《반짝반짝 빛나는》 ... 제갈준수 역
- 2013년 MBC 일일연속사극 《구암 허준》 ... 허석 역
- 2014년 MBC 아침드라마 《모두 다 김치》 ... 임동준 역 (본작의 메인 빌런이자 준 최종 보스)
- 2016년 MBC 아침드라마 《언제나 봄날》 ... 한민수 역
- 2019년 MBC 아침드라마 《모두 다 쿵따리》... 임동준 역
- 2020년 MBC 일일드라마 《찬란한 내 인생》... 기차반 역 (본작의 중간 보스)

### EBS
- 2005년 EBS TV 어린이, 청소년 역사드라마 <점프1> ... 대소 역

### 타방송사
- 2008년 PBC 평화방송 특별기획 《땀의 순교자 탁덕 최양업》 ... 최양업 역
- 2010년 tvN 금요드라마 《위기일발 풍년빌라》 ... 이정헌 역
- 2010년 SBS Plus 토요드라마 《키스 앤 더 시티》
- 2011년 SBS플러스 월요시트콤 《오 마이 갓》 ... 원기준 역
- 2012년 채널A 단막극 《해피앤드 101가지 부부이야기 - 사교육의 여왕》 ... 경철 역역
- 2018년 OCN 월화드라마 《그남자 오수》 ... 오수의 아버지 역

### 영화
- 1997년 《삘구》 ... 기철 역
- 1999년 《만날 때까지》 ... 미스터 박 역
- 2010년 《김종욱 찾기》 ... 의사 김종욱 역
- 2013년 《꼭두각시》 ... 준기 역
- 2015년 《란제리 살인사건》 ... 김철균 역

## 예능 방송
- 2010년 : SBS 《도전 1000곡》 - 491회
- 2012년 : SBS 《도전 1000곡》 - 561회
- 2012년 : SBS 《도전 1000곡》 - 562회
- 2012년 : SBS 《도전 1000곡》 - 608회
- 2014년 : MBC 《황금어장 라디오스타》
- 2014년 : MBC 《황금어장 라디오스타》
- 2015년 : MBC 《미스터리 음악쇼: 복면가왕》 - 공작부인
- 2015년 : JTBC 《엄마가 보고있다》
- 2016년 : TV조선 《모란봉 클럽》
- 2017년 : MBC 《황금어장 라디오스타》
- 2017년 : MBC 《오빠생각》
- 2017년 : JTBC 《전(錢) 국민 프로젝트 슈퍼리치2》
- 2018년 : KBS 2TV 《대국민 토크쇼 안녕하세요》
- 2018년 : KBS 1TV 《2018 TV는 사랑을 싣고》
- 2018년 : 채널A 《아빠본색》

채널A 나는 몸신이다 고정
2021 비디오스타
2022.MBC 대한외국인

### 시사•교양
- 2015년 TV조선 《이것은 실화다》 ... 검사 역
- 2023년 MBC 《생방송 행복드림 로또 6/45》- 게스트 1069회

2024년 jtbc 내몸을 살리는 흥신소 단독mc

## 광고
- 삼양식품 - 맛있는 라면

## 경력
- 1994년 SBS 4기 공채 탤런트
- 서울예술 전문학교 교수
- 명지대학교 미래교육원 공연예술 교수
- 한국예술방송 진흥원 교수
- 한국연예인 골프협회 회장

## 수상 및 후보
| 연도 | 시상식                      | 부문                          | 작품 | 결과 |
| ---- | --------------------------- | ----------------------------- | ---- | ---- |
| 2006 | MBC 연기대상                | 남자 신인상                   | 주몽 | 수상 |
| 2008 | 제16회 대한민국문화연예대상 | 드라마 부문 우수연기상        | 식객 | 수상 |
| 2008 | SBS 연기대상                | 드라마스페셜 부문 남자 조연상 | 식객 | 후보 |

## 가족 관계
- 배우자 : 김선영 (1978년 ~ )
  - 한국무용 석사 무용단 출신인 4살 연하 2013년 4월 중순 강남구 호텔에서 결혼식을  올렸다.
  - 아들 : 원지후 (2015년 1월 13일 ~ )
  - 딸 :원예서 (2021년 5월 13일 ~ )